# Ungeschriebene Hauptversammlungskompetenz
Die Ungeschriebene Hauptversammlungskompetenz ist eine Praxis in der Rechtsprechung im Gesellschaftsrecht, genauer im Aktiengesellschaftsrecht.
Die gesetzlichen Regeln werden durch diese Rechtsprechung durchbrochen, weil dort eine Lücke im Aktionärsschutz angenommen wird (Eigentumsschutz). Aus diesem Grund „erschafft“ man eine erweiterte Zuständigkeit der Hauptversammlung, der Vollversammlung der Anteilseigner, für Entscheidungen des geschäftsführenden Vorstandes, die den Wert der Anteile (das Eigentum der Anteilseigner) massiv gefährden würden. Denn solche Entscheidungen können wie eine Enteignung wirken. Hier wird das Zustimmungsbedürfnis (die Pflicht zur Zustimmung) der Anteilseigner zu solchen Entscheidungen festgelegt. 
Ein solcher „Durchbruch“ durch geschriebenes Recht ist im deutschen Gesellschaftsrecht einzigartig.
Entscheidende Urteile hierzu waren das Holzmüller-Urteil und die zwei Gelatine-Urteile des Bundesgerichtshofes.